# جک کوپلند
جک کوپلند (به انگلیسی: Jack Copeland) استاد فلسفه در دانشگاه کانتربوری است. کوپلند مدرک دکترااش را در فلسفه از دانشگاه آکسفورد دریافت کرده‌است.